# William Randal Cremer
William Randal Cremer (18 de marzo de 1828 - 22 de julio de 1908), normalmente conocido por su segundo nombre "Randal", fue un pacifista y miembro del parlamento inglés, ganador del Premio Nobel de la Paz de 1903. 
Figura destacada del movimiento obrero, fue miembro de la Cámara de los Comunes (1885-1895 y 1900-1908).

## Infancia
Nació en Fareham, Inglaterra en el seno de una familia obrera. Su padre era pintor. Su madre era extremadamente religiosa, y fue determinante para la educación (también religiosa) de William hasta los doce años. Posteriormente, aprendió el oficio de carpintero.

## Implicación en la vida social
A los 24 años emigra a Londres, y se implica en la acción sindical. En 1858 es escogido para un comité que demandaba jornadas laborales de nueve horas. Además de la actividad sindical, participa en campañas internacionales tales como el apoyo de los polacos en su revuelta contra los rusos por los estados del norte en la guerra de secesión. También acoge a Garibaldi en una de sus visitas a Inglaterra.
Años más tarde, participa en la creación de la Working men's peace association (asociación de trabajadores por la paz), asociación que tenía la firme voluntad de promover la creación de un organismo internacional de arbitraje, y en la cual participó Karl Marx y otros socialistas europeos. Se convierte en su secretario honorario en 1865, pero dos años más tarde presenta la dimisión por desavenencias con los ideólogos.
En 1868 se presenta a las elecciones con el fin de crear una instancia internacional de arbitraje para evitar los conflictos armados, pero no es escogido diputado; tampoco las siguientes elecciones de 1874. Gracias a una reforma de la ley electoral, que ampliaba el derecho a voto, fue escogido en la Cámara de los Comunes y sólo la muerte lo alejaría de la actividad parlamentaria.

## Compromiso por la paz
Fue la guerra franco-prusiana de 1870 la que lo animó a luchar para la paz. Defendió la neutralidad británica en el conflicto.
Al poco tiempo pierde su primera esposa, y 8 años después, ya en 1884, su segunda esposa.
En 1887 comienza a establecer conversaciones con tal de llegar a un tratado de arbitraje entre los Estados Unidos de América y Gran Bretaña. Aunque no se llegó a un tratado escrito, removió las conciencias. Muy interesado por su intencionalidad, el francés Frédéric Passy le invita a Francia en 1888. Fruto de la reunión, en la que también participaron parlamentarios de nueve naciones, nace la Conferencia Interparlamentaria para el arbitraje. Posteriormente, en 1899 se convierte en la Unión Interparlamentaria.

## Distinciones
En 1903 recibió el Premio Nobel de la Paz (cuyo importe donó a la Liga Internacional de Arbitraje), por su trabajo en el arbitraje internacional y, particularmente por el pacto anglo-americano. También ganó la Legión de Honor francesa, el título noruego de caballero de Saint Olaf, y fue nombrado Sir en 1907.